# لو یونشی
لو یونشی (چینی ساده: 罗云熙؛ زادهٔ ۲۸ ژوئیه ۱۹۸۸)، همچنین با نام انگلیسی خود لئو لو (به انگلیسی: Leo Luo) نیز شناخته می‌شود، بازیگر اهل چین است. او از آکادمی تئاتر شانگهای در رشتهٔ باله فارغ‌التحصیل شده‌است.